# Borstelwier
Borstelwier (Chaetomorpha aerea) is een groenwier uit de familie Cladophoraceae.

## Kenmerken
Borstelwier, dat stijf en stug aanvoelt, kan tot enkele tientallen cm lang uitgroeien. De kleur is heldergroen tot donkergroen (vaak donkerder aan de basis en lichter aan de toppen). De thallus (plantvorm) bestaat uit stijve, onvertakte draden die in groepjes bijeen staan. Met een enkele, langgerekte basale cel hecht borstelwier zich vast aan vaste substraten.

## Verspreiding en leefgebied
Deze soort is wijd verspreid over de hele wereld. In Europa komt hij voor rond de Britse Eilanden, Middellandse Zee, de Atlantische kusten van Spanje en Frankrijk tot de Oostzee en Noorwegen. Verder weg onder andere bij de Canarische Eilanden, Marokko, Jamaica, Tanzania en Korea, alsook de Atlantische kust van Noord-Amerika van Canada tot aan South Carolina. In Nieuw-Zeeland wordt hij aangetroffen in het bovenste tot midden van het intergetijdenpoel aan de kust van de Noord- en Zuid-eilanden, de Chatham-eilanden en Stewart Island.